# Hanspeter Niederberger
Hanspeter Niederberger (* 1952; † 2000) war ein Schweizer Sagenforscher, Autor, Erzähler und Lehrer in Giswil.

## Leben
Niederberger war ein Forscher, Sammler und Experte für Unterwaldner Sagen. In seinem Buch Geister, Bann und Herrgottswinkel veröffentlichte er einen Teil seiner reichhaltigen Sammlung. Objekte aus der Sammlung wurden dem Historischen Museum Obwalden überlassen.
Der zwischen 2001 und 2016 jährlich durchgeführte Literaturabend «Vo Gschicht zu Gschicht» der IG Buch Obwalden wurde in Erinnerung an Hanspeter Niederberger lanciert.

## Werke
- Hanspeter Niederberger (Autor) und Christof Hirtler (Autor, Illustrator): Geister, Bann und Herrgottswinkel. Brunner, Kriens 2000, ISBN 978-3-905198-54-6.
  - 2., überarbeitete und erweiterte Auflage, bildfluss, [Altdorf] 2017, ISBN 978-3-9524501-2-3.
- Hanspeter Niederberger (Autor), Romano Cuonz (Autor) und Christof Hirtler (Illustrator): Drei geniale Obwaldner: Hotelkönig, Fabrikant, Bergbahnbauer, Erfinder, Kunstmaler, Phantast. Brunner Edition Magma, Kriens 1998, ISBN 978-3-905198-45-4.
- Hanspeter Niederberger (Vorwort): Sagen der Schweiz: Unterwalden. Ex Libris Verlag, Zürich 1986 (= Sagen der Schweiz, Band 8).
- Christof Hirtler (Fotografien); Heidy Gasser, Marbeth Reif, Sabi Zurgilgen, Peter Ming, Hanspeter Niederberger (Texte): Menschenbilder. Portraits von Obwaldnerinnen und Obwaldnern. Landenberg Verlag, Sarnen 1992.
- Hanspeter Niederberger: Das Jahrhundertjahr. In: Luke Gasser (Hrsg.): Der Ausfall 1998. Ein Kulturprojekt von Luke Gasser. 1999.
- Hanspeter Niederberger: Giswiler Sagen, mit Zeichnungen von Primarschülern zum Jubiläum der Älplergesellschaft. Giswil 1984.